# پیونرسکی (استان آمور)
پیونرسکی (به لاتین: Pionersky) یک منطقهٔ مسکونی در روسیه است که در استان آمور واقع شده‌است.